# Michail Ignatjev
Michail Borisovitsj Ignatiev (Russisch: Михаил Борисович Игнатьев) (Sint-Petersburg, 7 mei 1985) is een voormalig Russisch wielrenner. Hij heeft ervaring op zowel de weg als op de baan.
Ignatiev is vooral een tijdritspecialist, en kan ook redelijk goed sprinten. Ignatiev is een renner die veel in de aanval is, zo won hij bijvoorbeeld het strijdlustklassement in de Ronde van Italië 2007, de Trofeo Fuga Gilera.

## Biografie
Als junior behaalde Ignatiev, zowel op de baan als op de weg, al diverse wereldtitels. In 2004 werd hij olympisch kampioen op het onderdeel puntenkoers. In 2005 werd hij wereldkampioen tijdrijden bij de beloften.
In 2007 reed Ignatiev bij Tinkoff Credit Systems een verrassend sterk jaar. Vooral in de beginmaanden van het seizoen was hij sterk met een etappe-overwinning in de Ronde van de Middellandse Zee en de Trofeo Laigueglia. In juni 2007 pakte hij ook nog een ritzege in de Ster Elektrotoer.

## Belangrijkste overwinningen
2002
- Wereldkampioen Ploegenachtervolging (Baan), Junioren (met Aleksandr Chatoentsev, Serguei Ulakov en Ilya Krestaninov)
- Wereldkampioen Puntenkoers (Baan), Junioren
- Wereldkampioen individuele tijdrit op de weg, Junioren

2003
- Europees kampioen Ploegenachtervolging (Baan), Junioren (met Nikolaj Troesov, Vladimir Isaitchev en Anton Mindlin)
- Wereldkampioen Ploegenachtervolging (Baan), Junioren (met Nikolaj Troesov, Kirill Demura en Anton Mindlin)
- Wereldkampioen Ploegkoers (Baan), Junioren (met Nikolaj Troesov)
- Wereldkampioen individuele tijdrit op de weg, Junioren

2004
- Olympisch kampioen Puntenkoers (Baan), Elite

2005
- Wereldkampioen individuele tijdrit op de weg, Beloften

2006
- Internationale "Txuma"-klassieker
- 1e etappe Ronde van Lleida
- 2e etappe Ronde van Lleida
- Eindklassement Ronde van Lleida
- Europees kampioen Achtervolging (Baan), Beloften

2007
- 3e etappe Ronde van de Middellandse Zee
- Trofeo Laigueglia
- 1e etappe Ster Elektrotoer
- 1e etappe Ronde van Burgos
- 4e etappe Regio-Tour

2010
- 6e etappe Tirreno-Adriatico

2011
- Nationaal kampioen individuele tijdrit

## Resultaten in voornaamste wedstrijden
| Jaar | Ronde van Italië | Ronde van Frankrijk | Ronde van Spanje |
| ---- | ---------------- | ------------------- | ---------------- |
| 2007 | 128e             |                     |                  |
| 2008 | 140e             |                     | 104e             |
| 2009 | 167e             | 140e                |                  |
| 2010 | 131e             |                     | 146e             |
| 2011 |                  | 147e                |                  |
| 2012 | 143e             |                     | 171e             |

| Jaar | Milaan-San Remo | Ronde van Vlaanderen | Parijs-Roubaix | Luik-Bast.‑Luik | Ronde van Lombardije | Gent-Wevelgem | Waalse Pijl |  | WK op de weg |  | Wereldranglijsten |
| ---- | --------------- | -------------------- | -------------- | --------------- | -------------------- | ------------- | ----------- |  | ------------ |  | ----------------- |
| 2007 | 124e            | opgave               |                | 74e             | opgave               |               | 78e         |  |              |  |                   |
| 2008 |                 |                      | 109e           | opgave          |                      |               | opgave      |  |              |  |                   |
| 2009 | opgave          | opgave               | opgave         |                 |                      | opgave        |             |  |              |  | 136e (UWK)        |
| 2010 | opgave          | 50e                  | opgave         |                 |                      | opgave        |             |  |              |  | 195e (UWK)        |
| 2011 | opgave          | opgave               | opgave         |                 |                      |               |             |  | 159e         |  | 206e (UWT)        |
| 2012 |                 |                      |                |                 |                      |               |             |  |              |  |                   |

Broett · 
Ignatjev ·
Kazakov · 
Klimov · 
Krestjaninov · 
Mindlin ·     
Rovny · 
Serov · 
Sjtsjekoenov ·
Tinkov · 
Troesov · 
Tsjernetski
Aggiano · 
Broett · 
Commesso ·
Contrini ·
Hamilton · 
Hondo (tot 30/04) · 
Ignatjev ·
Jaksche (tot 30/06) ·
Kiryjenka · 
Klimov · 
Marzoli · 
Mindlin · 
Petrov ·    
Rovny · 
Serov · 
Serrano ·  
Troesov · 
Tsjernetski ·
Weigold ·
Bisolti (stagiair) ·
Gottfried (stagiair) ·
Riccio (stagiair)   
Broett · 
Chatoentsev ·
Contrini ·
Gottfried · 
Ignatjev ·
Jeskov ·
Kiryjenka · 
Klimov · 
Loddo ·  
Mazzanti · 
Pedraza ·  
Petrov ·  
Riccio ·
Rovny · 
Serov · 
Serrano ·  
Sobal ·
Troesov · 
Tsjernetski ·
Contoli (stagiair) ·
Graziato (stagiair) ·
Marycz (stagiair)   
Bodrogi · 
Botsjarov ·
Broett · 
Colom · 
Dehaes (tot 30/06) ·
Galimzjanov ·
Horrach · 
Ignatjev · 
Ivanov ·
Jeskov ·
Karpets · 
Klimov · 
Markov · 
Mazzanti · 
McEwen · 
Michajlov ·  
Napolitano · 
Petrov · 
Pfannberger · 
Pozzato · 
Rovny · 
Serov · 
Steegmans (tot 31/07) · 
Swift · 
Troesov · 
Vandenbergh · 
Vantomme ·
Debusschere (stagiair) ·
Ovetsjkin (stagiair) 
Bandiera · 
Bodrogi · 
Botsjarov ·
Broett · 
Caruso ·
Chalilov ·
Galimzjanov ·
Goesev ·
Horrach · 
Ignatjev · 
Ivanov ·
Jeskov ·
Karpets ·
Kirchen (tot 31/07) · 
Klimov · 
Kolobnev ·
Kritski ·
Mazzanti · 
McEwen ·   
Napolitano ·
Ovetsjkin · 
Petrov · 
Pliușchin · 
Pozzato · 
Rodríguez · 
Silin · 
Troesov · 
Vandenbergh · 
Vantomme ·
Vorganov ·
Antonov (stagiair) ·
Mironov (stagiair) ·
Porsev (stagiair)
Arguelyes · 
Broett · 
Caruso ·
Di Luca ·
Galimzjanov ·
Goesev ·
Horrach · 
Hoste · 
Ignatenko · 
Ignatjev · 
Isajtsjev ·
Ivanov ·
Karpets ·
Koetsjynski ·
Kolobnev ·
Kritski ·
Losada · 
Mironov ·
Moreno ·   
Ovetsjkin · 
Paolini ·
Pliușchin · 
Porsev · 
Pozzato · 
Rodríguez · 
Silin · 
Troesov · 
Trofimov ·
Vandenbergh · 
Vantomme ·
Vorganov
Belkov · 
Broett · 
Caruso ·
Florencio ·
Freire ·
Galimzjanov (tot 15/04) ·
Goesev ·
Haller ·
Horrach · 
Ignatenko · 
Ignatjev · 
Isajtsjev ·
Koetsjynski ·
Kolobnev ·
Kristoff ·
Kritski ·
Losada · 
Mensjov ·
Moreno ·   
Paolini · 
Porsev ·  
Rodríguez · 
Selig ·
Smukulis · 
Špilak · 
Tsatevitsj · 
Trofimov ·
Vantomme ·
Vicioso · 
Vorganov ·
Koeznetsov (stagiair) ·
Vorobjov (stagiair) ·
Zakarin (stagiair)
Belkov · 
Broett · 
Caruso ·
Florencio ·
Goesev ·
Haller · 
Ignatenko · 
Ignatjev · 
Isajtsjev ·
Koetsjynski ·
Koeznetsov ·
Kolobnev ·
Kozontsjoek ·
Kristoff ·
Kritski ·
Losada · 
Mensjov (tot 19/05) ·
Moreno ·   
Paolini · 
Porsev ·  
Rodríguez · 
Selig ·
Smukulis · 
Špilak · 
Tsatevitsj · 
Tsjernetski ·
Trofimov ·
Vicioso · 
Vorganov ·
Vorobjov ·
Antonov (stagiair) ·
Razoemov (stagiair) ·
Nikolajev (stagiair) 
Belkov · Broett · Caruso · Goesev · Haller · Ignatenko · Ignatjev · Isajtsjev · Koetsjynski · Koeznetsov · Kolobnev · Kotsjetkov · Kozontsjoek · Kristoff · Losada · Moreno · Paolini · Porsev · Rodríguez · Rybakov · Selig · Silin · Smukulis ·  Špilak · Trofimov · Tsatevitsj · Tsjernetski · Vicioso · Vorganov · Vorobjov · Bystrøm (stagiair)
1900: Enrico Brusoni ·
1984: Roger Ilegems
1988: Dan Frost ·
1992: Giovanni Lombardi ·
1996: Silvio Martinello ·
2000: Juan Llaneras ·
2004: Michail Ignatjev ·
2008: Juan Llaneras